# Jingle Bell Rock
《Jingle Bell Rock》은 1957년 바비 헴스가 처음으로 발매하여 인기를 끈 크리스마스 노래이다.